# مايكل توماس (مؤلف)
مايكل توماس (بالإنجليزية: Michael Thomas)‏ (21 أغسطس 1967، بوسطن في الولايات المتحدة)؛ كاتب وروائي أمريكي.